# 考波什堡主教座堂

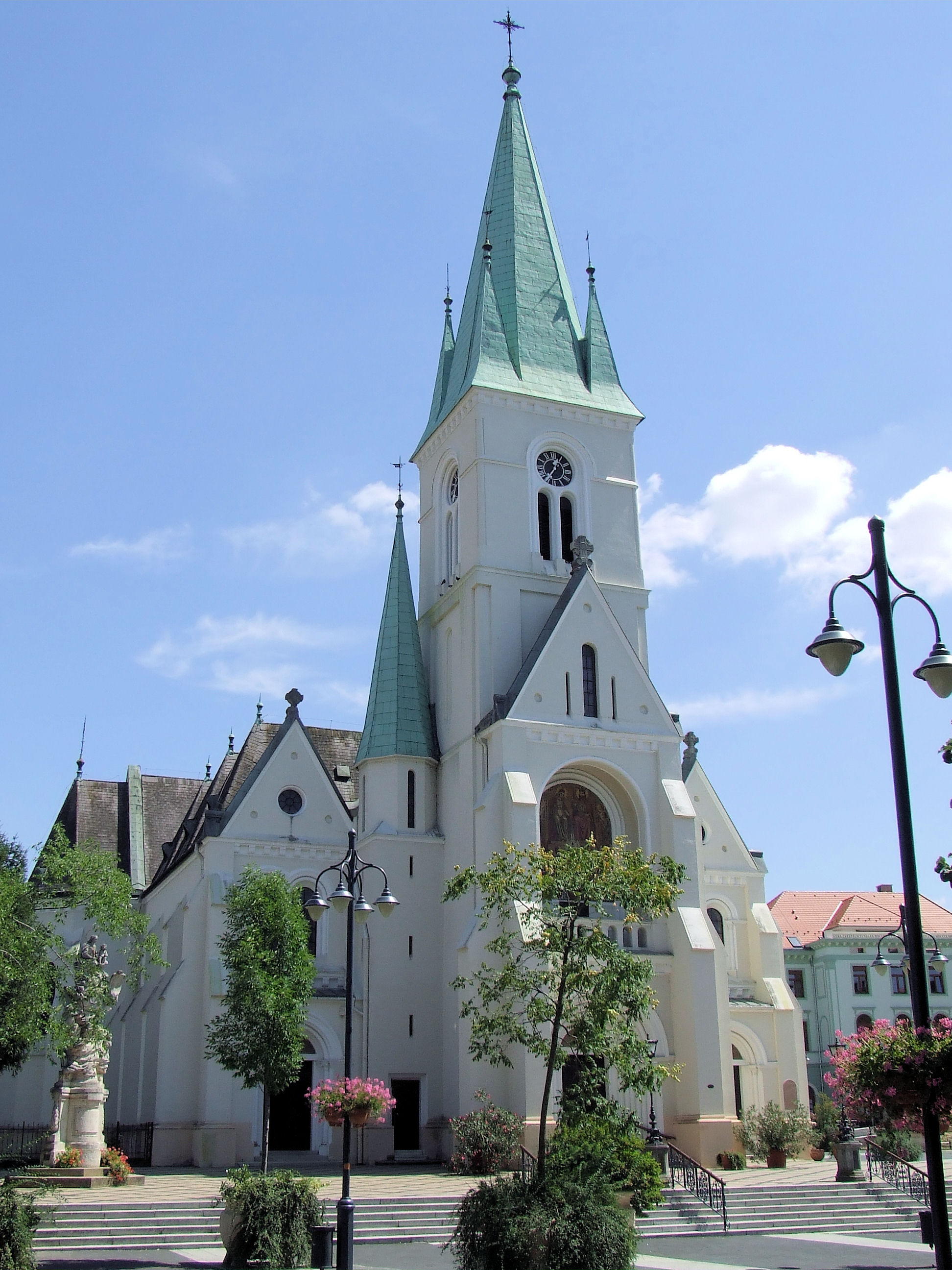
考波什堡主教座堂

考波什堡主教座堂（匈牙利語：Nagyboldogasszony-székesegyház）是位於匈牙利城市考波什堡的一座教堂。考波什堡主教座堂是天主教考波什堡教區的主教座堂。